# Lingua zulu
La lingua zulu o zulù (nome nativo: isiZulu) è una lingua nguni parlata in Sudafrica, Malawi, Mozambico e eSwatini
Al 2022, è parlata da 27,8 milioni di parlanti totali.

## Distribuzione geografica
Secondo i dati del censimento sudafricano del 2011, i locutori L1 sono 11.587.374, pari al 22,7% della popolazione, di cui quasi 8 milioni nel KwaZulu-Natal, dove lo zulù è la lingua madre del 77,8% degli abitanti; nel 2019, il numero è salito a 12,1 milioni di parlanti madrelingua. Lo zulù è la lingua più parlata in Sudafrica.
Secondo Ethnologue, la lingua è inoltre parlata da 248.000 persone in Lesotho (dato del 1993), 76.000 nello Swaziland (dato del 1993), 37.500 in Malawi (dato del 1966) e 3.000 in Mozambico (dato del 2006).

## Lingua ufficiale
Lo zulù è diventata una delle 11 lingue ufficiali del Sudafrica dopo la fine della segregazione (apartheid).

## Classificazione
Secondo Ethnologue, la classificazione della lingua zulù è la seguente:
- Lingue niger-kordofaniane
  - Lingue congo-atlantiche
    - Lingue volta-congo
      - Lingue benue-congo
        - Lingue bantoidi
          - Lingue bantoidi meridionali
            - Lingue bantu
              - Lingue bantu centrali
                - Lingue bantu S
                  - Lingue nguni
                    - Lingua zulu

## Storia
Gli zulù sono arrivati in Sudafrica nel XIV secolo, dall'Africa centrale; come nel caso degli Xhosa, la loro lingua ha incorporato molti suoni dalle lingue Khoisan: per questa ragione lo zulù e lo xhosa hanno conservato le consonanti clic, peculiari dell'Africa meridionale.
Come tutte le lingue sudafricane, lo zulù era una lingua orale con nessuna forma scritta prima della venuta di missionari europei; di conseguenza lo zulù usa l'alfabeto latino. La forma scritta della lingua è controllata dallo Zulu Language Board di KwaZulu-Natal.
Durante gli anni dell'apartheid, lo zulù è stato ignorato dal governo e tutto l'insegnamento nel paese era svolto in inglese o afrikaans. Dopo la fine della segregazione, nel 1994, lo zulù ha ritrovato vitalità: ci sono giornali e programmi televisivi in lingua zulù a Johannesburg e Durban, le città più grandi del paese; la maggioranza degli studenti sudafricani ha cambiato seconda lingua a scuola, abbandonando l'afrikaans e iniziando ad apprendere lo zulù, che inoltre sta diventando una lingua franca del Sudafrica.

## Fonologia
b - implosiva sonora bilabiale
bh -occlusiva bilabiale parzialmente desonorizzata
d - occlusiva alveolare sonora/occlusiva alveolare desonorizzata
dl - fricativa laterale alveolare sonora
f - fricativa dentilabiale sorda
g - occlusiva velare sonora/occlusiva velare desonorizzata
h - fricativa glottidale sonora/fricativa glottidale sorda
hl - fricativa laterale alveolare sorda
j - affricata prepalatale desonorizzata
k - occlusiva velare sorda/occlusiva velare desonorizzata
kh - occlusiva velare sorda aspirata
kl - affricata alveolare sorda laterale
l - continuante o sonorante alveolare laterale
m - nasale bilabiale sonora (può essere sillabica)
mb - n + bh/m + b
mf - affricata dentilabiale eiettiva sorda
mp - n + ph
mv - affricata dentilabiale sonora
n - nasale alveolare sonora
nd - d prenasalizzato
ndl - dl prenasalizzato
ng - g prenasalizzato
nhl - affricata alveolare laterale eiettiva sorda
nj - affricata prepalatale sonora
nk - k eiettiva prenasalizzata
nkl - kl prenasalizzata
ns - affricata alveolare eiettiva sorda
nt - t prenasalizzata
ntsh - affricata prepalatale eiettiva sorda
ny - nasale prepalatale sonora
nz - z prenasalizzata
p - occlusiva bilabiale eiettiva sorda
ph - occlusiva bilabiale aspirata sorda
r - vibrante alveolare sonora (per parole straniere o suoni onomatopeici)
s - fricativa alveolare sorda
sh - fricativa prepalatale sorda
t - occlusiva alveolare eiettiva sorda
th - occlusiva alveolare aspirata sorda
ts - affricata alveolare eiettiva sorda
v - fricativa dentilabiale sonora
w - velare semi-vocale
y - prepalatale semi-vocale
z - fricativa alveolare sonora
Una delle sue caratteristiche più distintive è l'impiego di consonanti clic; questa caratteristica è comune a molte altre lingue dell'Africa meridionale, soprattutto tra le lingue khoisan, ma è pressoché unica in questa regione. 
Ci sono tre clic base nello Zulu:
- c - dentale
- q - alveolare
- x - laterale

Ognuno di questi clic può essere modificato in molti modi, ad esempio in base all'aspirazione; quindi esistono un totale di 15 differenti suoni clic nello Zulu; gli stessi suoni ricorrono nello xhosa, dove sono usati più spesso che nello Zulu.

## Morfologia
Lo zulù è una lingua agglutinante.

## Sistema di scrittura
Per la scrittura viene adoperato l'alfabeto latino.

## Esempi
Quella seguente è una lista di frasi che possono essere utilizzate quando si visita una regione dove la lingua primaria è lo zulù. 
- Sawubona (buon giorno a una persona)
- Sanibonani (buon giorno a un gruppo di persone)
- Unjani? (come stai? a una persona)
- Ninjani? (come state? a un gruppo di persone)
- Ngiyaphila (sto bene)
- Ngiyabonga (ti/vi ringrazio)
- Siyabonga (ti/vi ringraziamo)
- Isikhathi sithini? (che ore sono?)
- Uhlala kuphi? (dove abiti?)
- Igama lami ngu... (mi chiamo...)
- Ngubani igama lakho? (come ti chiami?)
- Uphumaphi? (Da dove vieni?)